# Jugurtia eurycara
Jugurtia eurycara är en stekelart som beskrevs av Kostylev 1935. Jugurtia eurycara ingår i släktet Jugurtia och familjen Masaridae. Inga underarter finns listade i Catalogue of Life.